# (33165) 1998 EO2
1998 EO2 (asteroide 33165) é um asteroide da cintura principal. Possui uma excentricidade de 0.24474830 e uma inclinação de 2.18563º.
Este asteroide foi descoberto no dia 2 de março de 1998 por ODAS em Caussols.